# Allium goloskokovii
Allium goloskokovii är en amaryllisväxtart som beskrevs av Aleksei Ivanovich Vvedensky. Allium goloskokovii ingår i släktet lökar, och familjen amaryllisväxter. Inga underarter finns listade i Catalogue of Life.